# فرودگاه باب سایکس
فرودگاه باب سایکس (به انگلیسی: Bob Sikes Airport) یک فرودگاه همگانی بهره‌برداری هوایی با کد یاتا CEW است که یک باند فرود آسفالت دارد و طول باند آن ۲۴۴۰ متر است. این فرودگاه در شهر کرست‌ویو، فلوریدا کشور ایالات متحده آمریکا قرار دارد و در ارتفاع ۶۵ متری از سطح دریا واقع شده‌است.